# Jinyuan Xiang (socken i Kina, Yunnan)
Jinyuan Xiang (kinesiska: 金源, 金源乡) är en socken i Kina. Den ligger i provinsen Yunnan, i den sydvästra delen av landet, omkring 97 kilometer nordost om provinshuvudstaden Kunming. Antalet invånare är 21 736. Befolkningen består av 10 651 kvinnor och 11 085 män. Barn under 15 år utgör 26,0 %, vuxna 15-64 år 63 %, och äldre över 65 år 10,0 %.
Genomsnittlig årsnederbörd är 919 millimeter. Den regnigaste månaden är juni, med i genomsnitt 200 mm nederbörd, och den torraste är januari, med 8 mm nederbörd.